# Runer Jonsson
Runer Jonsson (Nybro, 29 de juny del 1916 - 29 d'octubre del 2006) fou un periodista i escriptor suec. És autor d'uns 50 llibres, els més famosos de tots són els set de "Vickie, el víking" (1963).
Runer Jonsson representa un cas únic en la història de la premsa sueca. Des dels tretze anys va treballar al Nybro Tidning i el 1936, a l'edat de denou anys va esdevenir el seu únic redactor i el va escriure en gran manera pel seu compte en quaranta-cinc anys. Al mateix temps, va publicar diversos articles en altres diaris. La seva crítica del nazisme en els anys 40 va ser molt valenta.